# Kotiużany (wieś)
Kotiużany (ukr. Котюжани) – wieś na Ukrainie, w obwodzie winnickim, w rejonie mohylowskim, w hromadzie Kuryłowce Murowane. W 2001 liczyła 995 mieszkańców, spośród których 984 wskazało jako ojczysty język ukraiński, a 11 rosyjski.